# Andinisme au Pérou
La cordillère des Andes est un des plus importants massifs montagneux au monde. Le Pérou compte d'intéressantes cordillères pour l'alpinisme dans la région d'Ancash. Huaraz, ville située au nord du Pérou est le « Chamonix péruvien ». Depuis cette ville, il est possible d'accéder aux deux principales cordillères de ce secteur :
- la cordillère Blanche : la plus connue et la destination la plus fréquente. Cette chaîne comporte des sommets emblématiques : l'Alpamayo, considéré par beaucoup d'alpinistes comme la plus belle montagne du monde, le Huandoy où le grand alpiniste René Desmaison a inscrit de belles pages d'alpinisme, le Huascaran, plus haut sommet du Pérou (6 768 m) ;
- la cordillère Huayhuash : bien plus sauvage, ses sommets sont difficiles d'accès. Cette chaîne est entrée dans la légende grâce au livre La Mort suspendue de Joe Simpson, l'aventure extraordinaire de cet alpiniste britannique et de son compagnon de cordée Simon Yates sur les pentes du Siula Grande.

Particularité des cordillères : les fameuses ice flutes que l'on ne retrouve que dans ces sommets proches de l'équateur. Ces lignes verticales d'une grande beauté complexifient les ascensions.